# Mogonye
Mogonye é uma vila localizada no Distrito do Sul em Botswana. Possuía, em 2011, uma população estimada de 577 habitantes.